# Stefano Lucchini
Stefano Lucchini (Codogno, 2 ottobre 1980) è un allenatore di calcio ed ex calciatore italiano, di ruolo difensore.

## Biografia
Nato a Codogno ma residente dalla nascita a Castelnuovo Bocca d'Adda. Nel suo paese, ha finanziato per qualche anno fino al 2009 una scuola calcio che portava il suo nome. Sposato con Elena Pavesi, anch'essa di Castelnuovo Bocca d'Adda, ha due figli maschi: Matteo Angelo e il piccolo Giovanni, che porta lo stesso nome del bisnonno paterno.
Negli ultimi anni si è impegnato anche nel sociale, infatti organizza aste benefiche su Ebay delle maglie dei suoi colleghi. Nel 2011 fonda l'associazione benefica "Il Volo Degli Angeli".

## Caratteristiche tecniche
Difensore centrale completo, duttile e abile nel gioco aereo.

## Carriera

### Club

#### Ternana
Nell'estate del 2000 passa alla Ternana dove si impone per due stagioni come uno dei miglior difensori di Serie B giocando 43 partite in Serie B segnando anche 2 gol, corona queste due ottime stagioni con la chiamata in Nazionale Under-21 giocando 12 partite.

#### Empoli
Dopo due stagioni a Terni, l'Empoli lo acquista decidendo subito di puntare su di lui. Il giocatore non delude le aspettative e si dimostra in grado di reggere un campionato di Serie A da titolare. Esordisce in A con l'Empoli il 3 novembre 2002 in un Empoli-Lazio vinto dai biancocelesti per 2-1. Nella Stagione 2004-2005 dopo due stagioni in A con l'Empoli, dove disputa 42 presenze, decide di rimanere lo stesso con l'Empoli anche se la squadra toscana è appena retrocessa in Serie B. Grazie a un buon campionato culminato con il primo posto, l'Empoli ritorna subito in Serie A e Stefano diventa sempre più un idolo della squadra toscana. Dopo un anno di assestamento l'Empoli nel Campionato 2006-2007 riesce a raggiungere la qualificazione alla Coppa UEFA 2007-2008 grazie ad un sorprendente settimo posto finale in classifica.

#### Sampdoria
Dopo ben 5 stagioni ad Empoli condite da 136 partite (tra campionato e Coppa) e 2 reti, il giocatore decide però di cercare nuovi stimoli e obiettivi più alti con la Sampdoria. Fra i blucerchiati va subito a segno nella prima partita ufficiale della stagione, realizzando la rete della vittoria esterna a Burgas contro il Černo More Varna nel terzo turno dell'Intertoto. Trova l'esordio in Coppa UEFA il 16 agosto 2007 in occasione di Hajduk Spalato - Sampdoria terminata 0-1. Una buona annata fra i blucerchiati disputata prevalentemente da titolare come centrale o laterale destro della difesa a 3 schierata da Walter Mazzarri gli vale la conferma per la stagione successiva.
Durante il corso della stagione 2009-2010 diventerà un vero e proprio punto di forza, assieme al compagno di reparto Daniele Gastaldello nella difesa della Sampdoria di Luigi Delneri, che riuscirà al termine del campionato a qualificarsi per il preliminari di Champions League. Nella stagione 2010-2011 debutta nei preliminari di Champions League salvo poi essere eliminati e partecipare all'Europa League contando 3 presenze in totale. Durante la stagione la squadra si caratterizza con alti e bassi fino a sprofondare nelle ultime giornate di campionato, fino alla retrocessione nel campionato cadetto.

#### Atalanta
Il 13 luglio 2011 si trasferisce a titolo definitivo all'Atalanta. Debutta con la maglia dell'Atalanta in Coppa Italia nella sconfitta contro il Gubbio per 4-3. In campionato, l'esordio avviene alla seconda giornata (la prima è stata rinviata), partendo da titolare nello incontro tra Atalanta e Genoa a Marassi. Il 1º settembre 2013 segna il gol del definitivo 2-0 in Atalanta-Torino, seconda giornata della Serie A 2013-2014: è il suo primo gol con la maglia dell'Atalanta. Chiude la stagione con 20 presenze, 19 delle quali in campionato, arrivando così ad un bilancio totale di 71 presenze ed un gol in maglia Atalanta.

#### Cesena
Il 17 luglio 2014 il giocatore viene acquistato a titolo definitivo dal Cesena.

#### Il ritorno alla Cremonese, la promozione in B e il ritiro
L'8 luglio 2016 ritorna, dopo 16 anni, alla Cremonese, con cui vince il campionato, contribuendo così alla risalita nella serie cadetta della squadra lombarda, a distanza di undici anni dall'ultima apparizione. L'8 maggio 2017 annuncia il ritiro dal calcio giocato al termine della stagione.

### Nazionale

#### Nazionali giovanili
Ha giocato con la nazionale italiana Under-20 per 5 volte. Ha giocato con la nazionale italiana Under-21 per 12 volte e ha sfiorato nel 2002, contro la Repubblica Ceca, la finale dell'Europeo di categoria.

#### Nazionale maggiore
Il 6 agosto 2010 ottiene la prima convocazione nella nazionale maggiore da parte del nuovo CT Cesare Prandelli, per la partita amichevole contro la Costa d'Avorio del 10 agosto. In quell'occasione l'Italia venne sconfitta, il CT Prandelli non lo fece scendere in campo.

### Allenatore
Dopo aver allenato Under-16 e Primavera della Cremonese, nell'estate del 2020 diventa il vice di Luigi Delneri al Brescia e a settembre ottiene l'abilitazione di Allenatore Professionista di Prima Categoria - Uefa Pro. Con l'esonero di Delneri, il 6 ottobre lascia le Rondinelle. 
Il 1º luglio 2021 ottiene il suo primo incarico da allenatore di una prima squadra venendo ingaggiato dalla Pergolettese, militante in Serie C. Viene esonerato il 3 marzo 2022.
Il 26 luglio 2022 firma un contratto con la Feralpisalò per guidare la squadra u19 nel Campionato Primavera 2.
Il 7 novembre 2024 entra a far parte dello staff tecnico dell'ex compagno di squadra Luciano Zauri in qualità di allenatore in seconda del Calcio Foggia 1920.

## Statistiche

### Presenze e reti nei club
| Stagione         | Squadra          | Campionato       | Campionato | Campionato | Coppa nazionali | Coppa nazionali | Coppa nazionali | Coppe continentali | Coppe continentali | Coppe continentali | Altre coppe | Altre coppe | Altre coppe | Totale | Totale |
| Stagione         | Squadra          | Comp             | Pres       | Reti       | Comp            | Pres            | Reti            | Comp               | Pres               | Reti               | Comp        | Pres        | Reti        | Pres   | Reti   |
| ---------------- | ---------------- | ---------------- | ---------- | ---------- | --------------- | --------------- | --------------- | ------------------ | ------------------ | ------------------ | ----------- | ----------- | ----------- | ------ | ------ |
| 1998-1999        | Cremonese        | B                | 3          | 0          | CI              | 0               | 0               | -                  | -                  | -                  | -           | -           | -           | 3      | 0      |
| 1999-2000        | Cremonese        | C1               | 31+1       | 1          | CI-C            | 5               | 0               | -                  | -                  | -                  | -           | -           | -           | 37     | 1      |
| 2000-2001        | Ternana          | B                | 17         | 1          | CI              | 0               | 0               | -                  | -                  | -                  | -           | -           | -           | 17     | 1      |
| 2001-2002        | Ternana          | B                | 26         | 1          | CI              | 4               | 0               | -                  | -                  | -                  | -           | -           | -           | 30     | 1      |
| Totale Ternana   | Totale Ternana   | Totale Ternana   | 43         | 2          |                 | 4               | 0               |                    | -                  | -                  |             | -           | -           | 47     | 2      |
| 2002-2003        | Empoli           | A                | 21         | 1          | CI              | 4               | 0               | -                  | -                  | -                  | -           | -           | -           | 25     | 1      |
| 2003-2004        | Empoli           | A                | 21         | 1          | CI              | 0               | 0               | -                  | -                  | -                  | -           | -           | -           | 21     | 1      |
| 2004-2005        | Empoli           | B                | 32         | 0          | CI              | 2               | 0               | -                  | -                  | -                  | -           | -           | -           | 34     | 0      |
| 2005-2006        | Empoli           | A                | 25         | 0          | CI              | 3               | 0               | -                  | -                  | -                  | -           | -           | -           | 28     | 0      |
| 2006-2007        | Empoli           | A                | 27         | 0          | CI              | 1               | 0               | -                  | -                  | -                  | -           | -           | -           | 28     | 0      |
| Totale Empoli    | Totale Empoli    | Totale Empoli    | 126        | 2          |                 | 10              | 0               |                    | -                  | -                  |             | -           | -           | 136    | 2      |
| 2007-2008        | Sampdoria        | A                | 26         | 0          | CI              | 4               | 0               | Int+CU             | 1+3                | 1+0                | -           | -           | -           | 34     | 1      |
| 2008-2009        | Sampdoria        | A                | 28         | 0          | CI              | 4               | 0               | UEL                | 7                  | 0                  | -           | -           | -           | 39     | 0      |
| 2009-2010        | Sampdoria        | A                | 26         | 0          | CI              | 2               | 0               | -                  | -                  | -                  | -           | -           | -           | 28     | 0      |
| 2010-2011        | Sampdoria        | A                | 26         | 0          | CI              | 1               | 0               | UCL+UEL            | 1+2                | 0                  | -           | -           | -           | 30     | 0      |
| Totale Sampdoria | Totale Sampdoria | Totale Sampdoria | 106        | 0          |                 | 11              | 0               |                    | 14                 | 1                  |             | -           | -           | 131    | 1      |
| 2011-2012        | Atalanta         | A                | 26         | 0          | CI              | 1               | 0               | -                  | -                  | -                  | -           | -           | -           | 27     | 0      |
| 2012-2013        | Atalanta         | A                | 21         | 0          | CI              | 3               | 0               | -                  | -                  | -                  | -           | -           | -           | 24     | 0      |
| 2013-2014        | Atalanta         | A                | 19         | 1          | CI              | 1               | 0               | -                  | -                  | -                  | -           | -           | -           | 20     | 1      |
| Totale Atalanta  | Totale Atalanta  | Totale Atalanta  | 66         | 1          |                 | 5               | 0               |                    | -                  | -                  |             | -           | -           | 71     | 1      |
| 2014-2015        | Cesena           | A                | 28         | 1          | CI              | 2               | 0               | -                  | -                  | -                  | -           | -           | -           | 30     | 1      |
| 2015-2016        | Cesena           | B                | 18         | 0          | CI              | 1               | 0               | -                  | -                  | -                  | -           | -           | -           | 19     | 1      |
| Totale Cesena    | Totale Cesena    | Totale Cesena    | 46         | 1          |                 | 3               | 0               |                    | -                  | -                  | -           | -           | -           | 49     | 1      |
| 2016-2017        | Cremonese        | LP               | 14         | 1          | CI+CI-LP        | 2+0             | 0               | -                  | -                  | -                  | SC-LP       | 1           | 0           | 17     | 1      |
| Totale Cremonese | Totale Cremonese | Totale Cremonese | 48+1       | 2          |                 | 7               | 0               |                    | -                  | -                  |             | 1           | 0           | 56     | 1      |
| Totale carriera  | Totale carriera  | Totale carriera  | 436        | 8          |                 | 40              | 0               |                    | 14                 | 1                  | -           | 1           | 0           | 491    | 9      |

### Statistiche da allenatore
Statistiche aggiornate al 3 marzo 2022.
| Stagione        | Squadra         | Campionato      | Campionato | Campionato | Campionato | Campionato | Coppe nazionali | Coppe nazionali | Coppe nazionali | Coppe nazionali | Coppe nazionali | Coppe continentali | Coppe continentali | Coppe continentali | Coppe continentali | Coppe continentali | Altre coppe | Altre coppe | Altre coppe | Altre coppe | Altre coppe | Totale | Totale | Totale | Totale | % Vittorie | Piazzamento |
| Stagione        | Squadra         | Comp            | G          | V          | N          | P          | Comp            | G               | V               | N               | P               | Comp               | G                  | V                  | N                  | P                  | Comp        | G           | V           | N           | P           | G      | V      | N      | P      | %          | Piazzamento |
| --------------- | --------------- | --------------- | ---------- | ---------- | ---------- | ---------- | --------------- | --------------- | --------------- | --------------- | --------------- | ------------------ | ------------------ | ------------------ | ------------------ | ------------------ | ----------- | ----------- | ----------- | ----------- | ----------- | ------ | ------ | ------ | ------ | ---------- | ----------- |
| 2021-mar. 2022  | Pergolettese    | C               | 29         | 7          | 8          | 14         | CI-C            | 1               | 0               | 1               | 0               | -                  | -                  | -                  | -                  | -                  | -           | -           | -           | -           | -           | 30     | 7      | 9      | 14     | 23,33      | Eson.       |
| Totale carriera | Totale carriera | Totale carriera | 29         | 7          | 8          | 14         |                 | 1               | 0               | 1               | 0               |                    |                    |                    |                    |                    |             |             |             |             |             | 30     | 7      | 9      | 14     | 23,33      |             |

## Palmarès

### Club

#### Competizioni nazionali
- Serie B: 1

Empoli: 2004-2005
- Lega Pro: 1

Cremonese: 2016-2017